# Buona Pasqua Bunny
Buona Pasqua Bunny  (Easter Yeggs) è un film del 1947 diretto da Robert McKimson. È un cortometraggio d'animazione della serie Looney Tunes, uscito negli Stati Uniti il 28 giugno 1947. Dal 1996 viene distribuito col titolo Scherzi di Pasqua.

## Trama
Bugs Bunny incontra un angosciato coniglio pasquale che chiede il suo aiuto perché i piedi doloranti gli impediscono di consegnare le uova di Pasqua. All'insaputa di Bugs, il coniglio pasquale delega abitualmente questo compito a dei sostituti inconsapevoli. Bugs, assumendosi la responsabilità, affronta una serie di disavventure. Nella prima casa, abitata dal bellicoso Dead End Kid, Bugs subisce aggressioni fisiche e intimidazioni, che lo spingono a fuggire rapidamente. Nonostante la sua determinazione a dimettersi, il coniglio pasquale convince Bugs a persistere. Tuttavia, i successivi sforzi portano Bugs nelle grinfie di Taddeo, un cacciatore di conigli esperto intenzionato a catturare Bugs per il suo "stufato di coniglio pasquale". Grazie a rapidità di pensiero e intraprendenza, Bugs supera in astuzia Taddeo, che finisce per essere aggredito dal Dead End Kid. Bugs si libera infine anche del coniglio pasquale grazie a una bomba camuffata da uovo di Pasqua.

## Produzione
La registrazione dei dialoghi del cortometraggio si tenne principalmente nel luglio del 1945. Per la voce e i manierismi del coniglio pasquale, Mel Blanc fu influenzato dal personaggio di Happy Postman, che aveva interpretato nel programma radiofonico The Burns and Allen Show a partire dal 1942; il personaggio era ispirato a sua volta a un senzatetto in cerca di denaro che Blanc aveva incontrato una volta. Dopo che Blanc gli ebbe prestato abbastanza soldi per il cibo, l'uomo gli disse di "sorridere sempre", una battuta che divenne lo slogan di congedo del postino durante le sue apparizioni e quindi del coniglio pasquale. Quando questo cartone animato era in produzione, la voce del personaggio era diventata più lamentosa. Nel novembre del 1945 si tennero ulteriori registrazioni, probabilmente per scene già animate poiché in alcune il sincronismo labiale è assente. La colonna sonora fu registrata probabilmente verso settembre dell'anno successivo.

## Distribuzione

### Edizione italiana
Il corto fu doppiato in italiano nel 1989 dalla C.D.C. per la trasmissione televisiva sulle reti Rai. Nel 1996, sempre per la trasmissione televisiva, fu ridoppiato dalla Angriservices Edizioni sotto la direzione di Renzo Stacchi, su dialoghi di Manuela Marianetti. Non essendo stata registrata una colonna internazionale, in entrambi i casi fu sostituita la musica presente durante i dialoghi.

### Edizioni home video

#### VHS
America del Nord
- Starring Bugs Bunny! (1988)
- Looney Tunes: The Collector's Edition - Daffy Doodles (febbraio 2000)

#### Laserdisc
- Bugs Bunny Classics (1990)
- The Golden Age of Looney Tunes Vol. 3 (23 dicembre 1992)

#### DVD e Blu-ray Disc
Il corto fu pubblicato in DVD-Video in America del Nord nel primo disco della raccolta Looney Tunes Golden Collection: Volume 3 (intitolato Bugs Bunny Classics) distribuita il 25 ottobre 2005. In Italia fu invece inserito nel DVD Bugs Bunny: Volume 3 della collana Looney Tunes Collection, uscito il 18 maggio 2006. Fu poi incluso nel primo disco della raccolta Looney Tunes Platinum Collection: Volume Three, uscita in America del Nord in Blu-ray Disc il 12 agosto 2014 e in DVD il 4 novembre. Infine è stato inserito come extra nell'edizione DVD de Lo spettacolo di Pasqua di Daffy Duck, uscita in America del Nord il 18 febbraio 2020.

## Accoglienza
Nel 2010 il film fu selezionato per l'inclusione nel libro di Jerry Beck The 100 Greatest Looney Tunes Cartoons; nel libro, lo sceneggiatore Earl Kress definisce Buona Pasqua Bunny uno dei migliori film di McKimson, aggiungendo che "il copione di Warren Foster mostra che anche le battute di un cartone animato che non creano gag dovrebbero avere carattere", e conclude scrivendo che "ci sono un sacco di gag e un ritmo gradevole che rendono questo cartone animato uno dei miei preferiti". Devon Baxter, in un articolo sul cortometraggio per il sito Cartoon Research, lo definisce "il più memorabile cartone animato pasquale dell'età d'oro".